# 尼孔

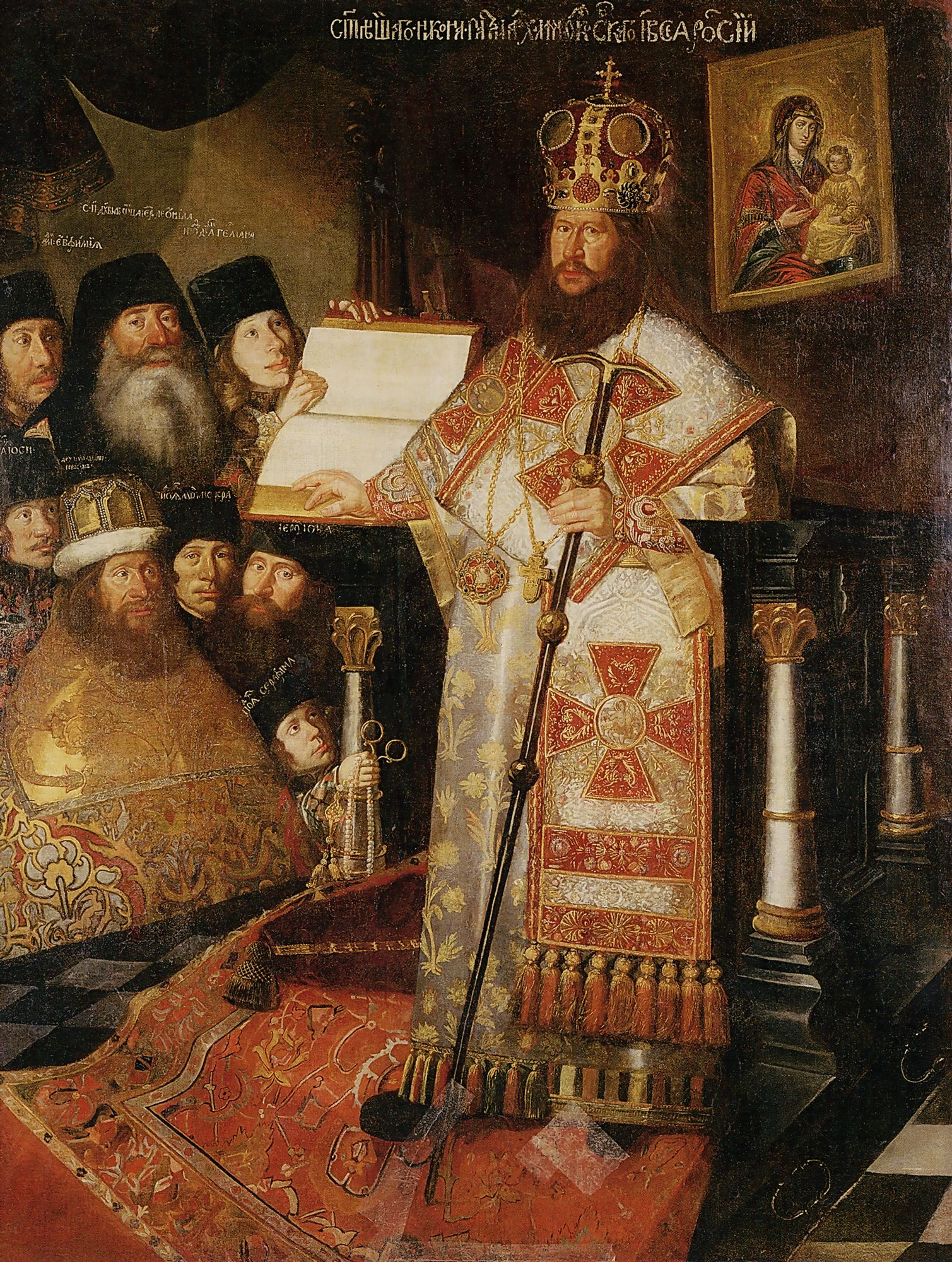
莫斯科和全俄羅斯牧首尼孔

尼孔（俄语：Ни́кон，Nikon），又译尼康，俗名尼基塔·米諾夫（俄语：Никита Минин (Минов)，Nikita Minin (Minov)；1605年5月7日—1681年8月17日），是俄羅斯正教會第七任的莫斯科和全俄羅斯牧首。這是俄羅斯正教會最重要的時期之一，尼孔於1653-1656年在阿列克謝·米哈伊洛維奇沙皇的支持下強力推動一系列禮儀改革，遭到舊禮儀派的反對，最終導致俄羅斯正教會教派的持久分裂。由於尼孔主張神權高於君權並干預國政，遭沙皇猜忌，終被流放到遙遠的北方費拉邦托夫修道院。1681年，沙皇費奧多爾三世允許返回新耶路撒冷修道院，尼孔在途中病逝。

## 掌握權力
1605年5月7日，他出生於距下諾夫哥羅德90俄里（96公里，或60英里）的瓦馬努佛村，是地區一個米娜(Mina)農民的兒子。由孩提時期的苦難，他培育出早熟堅毅的個性，欠缺自然的柔和。繼母使他逃脫離家出走。他充沛的精力和堅毅、嚴謹、認真的自學、閱讀和寫作，使他的生命特別與眾不同。二十歲時，他以自己的學習和才華得到了教牧關懷（acure of souls）職務。

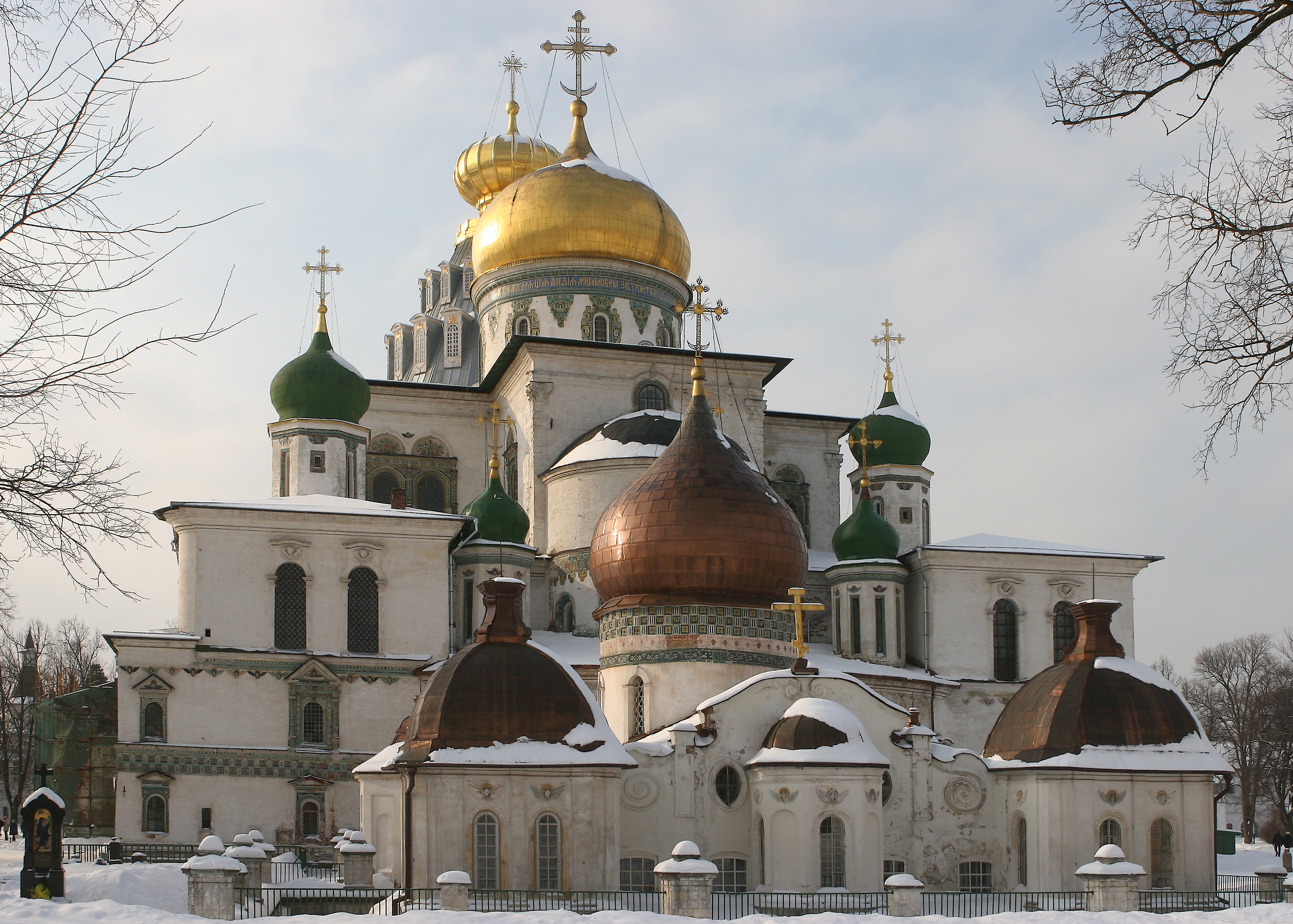
尼孔居住過的新耶路撒冷修道院被認為是簡樸美學的代表

他出眾的口才獲得一些莫斯科商人的青睞引薦，被調任到首都人口眾多的教區。緊接著，他進入諾夫哥羅德教區的Kozhezersky修道院，成為出家人使用尼孔的名字，1643年他成為修道院院長。
他的正式職能身份，必需經常訪問莫斯科，於1646年認識了虔誠和可塑的阿列克謝·米哈伊洛維奇沙皇。1646年，出任富有的莫斯科新救世主修道院修士大司祭。1648年，升任諾夫哥羅德大主教。1652年8月1日，他被選為莫斯科和全俄羅斯牧首。1653年，牧首尼孔推動俄羅斯正教會的改革，以希臘的宗教禮儀修訂宗教典籍，統一俄羅斯正教會的禮拜儀式，主張在教會內部實行中央集權統治。

## 尼孔的改革
伊凡三世在位時期，1502年莫斯科大公國獲得獨立。
瓦西里三世時期，用武力於1510年兼併普斯科夫；1513年兼併沃洛科拉姆斯克；1521年兼併梁贊；1522年兼併諾夫哥羅德-謝韋爾斯基。
伊凡四世在位期間，1547－1552年的遠征越過烏拉爾山脈兼併了喀山汗國；1556年吞併阿斯特拉罕汗國、諾蓋人和巴什基爾人，北高加索許多民族歸順俄羅斯，為吞併地域遼闊的西伯利亞掃平了道路；1557年，西伯利亞汗國臣服。1547年，伊凡四世親政並正式自稱為“沙皇”。將莫斯科公國（1263—1547年）改為俄羅斯沙皇國，簡稱沙皇俄国。
沙皇俄羅斯疆域向東擴張，東正教在傳播過程使俄羅斯正教會參雜許多古代斯拉夫人及草原民族原始宗教的神秘主義、混雜原始精靈崇拜、儀式和信仰。改革是教會高階教士及波雅爾貴族的共識，沙皇有意經由宗教改革建立政教合一的威權結構，這對一個疆域遼闊多民族組成的帝國是明智且必要的決定。牧首尼孔的前任牧首約瑟夫已經在進行改革，但是太戒慎恐懼，不敢嘗試大破大立的改動，一些很瑣碎整改及沒有效果的修訂。
1652年被選為莫斯科和全俄羅斯牧首的牧首尼孔，於1653—1656年間進行了一系列的教會改革，不僅包括對宗教禮儀書籍中的一些錯誤，按照希臘文本進行了校訂。如將“耶穌”一詞的俄文寫法由Исус改為Иисус等等。在教堂禮儀進行大幅度的改動主要有：允許用民族語言傳道；教堂內部採用巴洛克風格華麗裝飾；儀式更為複雜、煩瑣融入耶穌會自信的風格；將祈禱時的跪拜改為鞠躬禮；用三指劃十字代替兩指劃十字；讚美詩(阿利路亞)要唱三遍而不是兩遍；教堂禮儀行列行進方向要自西向東(朝著太陽)而不是自東向西(順著太陽升降方向)。

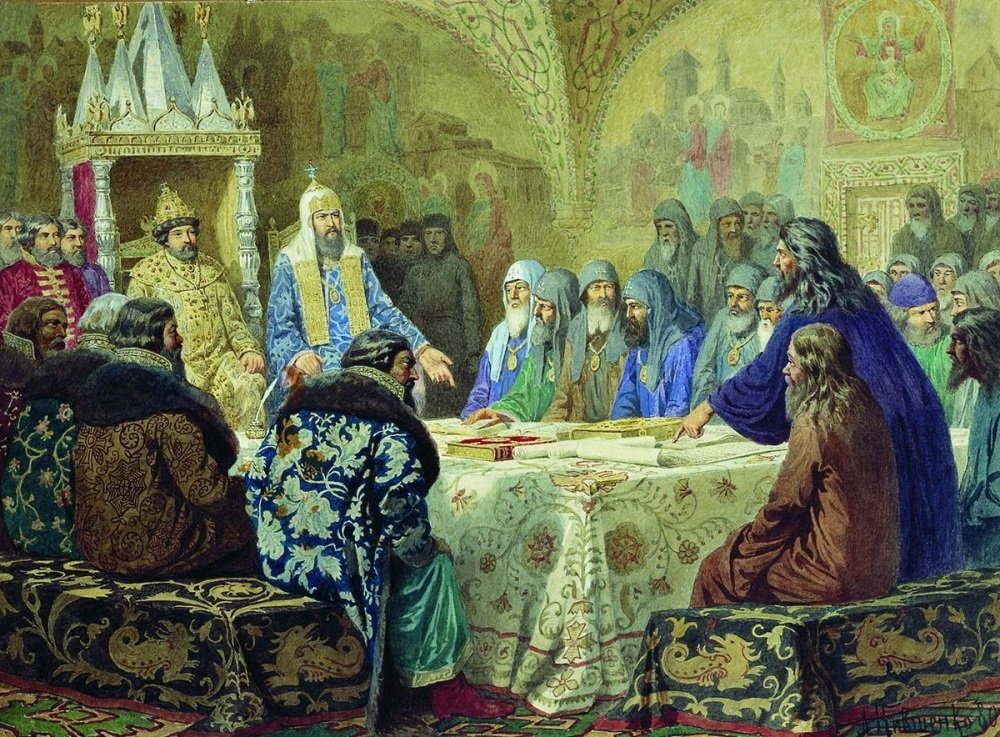
Aleksey Kivshenko。牧首尼孔和埃皮法尼·斯拉維內特斯基修訂禮儀書

阿瓦庫姆和其他自認為是“真正的”上帝教會的教徒，強烈反對這些改變，他們覺得這是俄羅斯正教會的墮落。教會與沙皇政府聯手對分離派教徒實行嚴酷的迫害，造成教會內部的分裂。這一系列的改革統一俄羅斯正教會的禮拜儀式，確立教會內部實施中央集權統治。隨後的影響在沙皇俄羅斯各個層面展開，涉及政治、經濟和文化生活：巴洛克文化風格和半波蘭文化的入侵；上層教會接受歐洲的穿著，閱讀耶穌會引入的拉丁文書籍；自由農民的消失農奴制制度的成形；對哥薩克人自由化的壓制；社會沉重的賦稅；社區居民自治權的削弱；教區理事會自治選舉主教權的削弱；官僚化的無情統治等等，提供沙皇俄羅斯持續擴張的能量。

## 失去權位

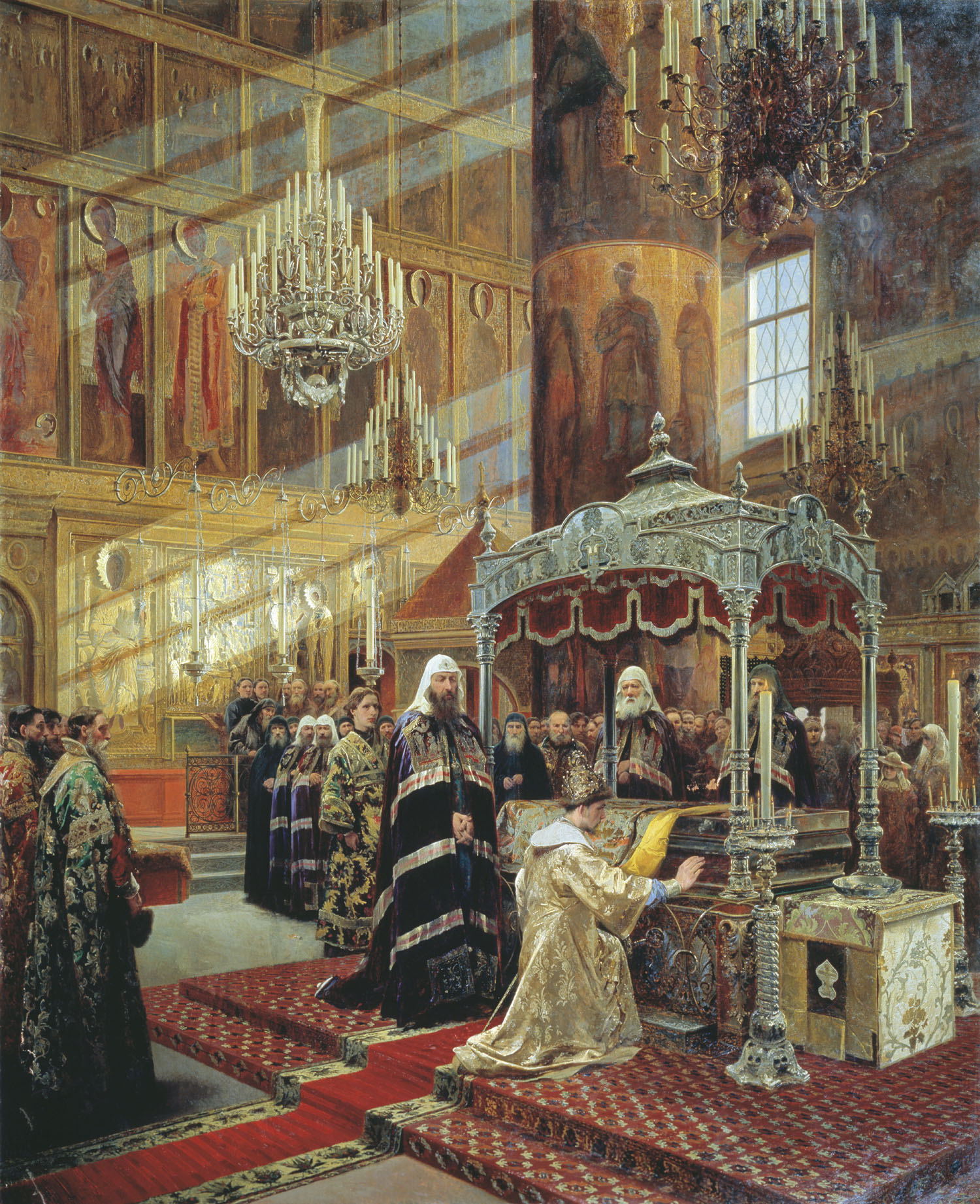
人們相信莫斯科菲利普二世是被伊凡四世殺害的，沙皇阿列克謝·米哈伊洛維奇與莫斯科和全俄羅斯牧首尼孔在莫斯科菲利普二世的遗骸靈柩移厝克里姆林宮進行封聖儀式，藉此提醒沙皇曾經對抗教會所犯下的罪行（亞歷山大·利托夫琴科繪製）。

牧首尼孔還積極參與政治活動，說服沙皇介入三十年戰爭藉機奪取瑞典控制通往波羅的海的港口，1648年簽訂西發里亞和約瑞典取得了波羅的海的控制權，戰爭的失敗引起許多貴族政治上的責難。1658年起，沙皇冷淡對待被稱之為“知音”的牧首尼孔，對在宗教改革的過程中讓俄羅斯正教會凌駕於沙皇之上的意圖表達不滿。
這是意志對決的考驗，1658年8月在宗教會議上牧首尼孔辭去了他莫斯科和全俄羅斯牧首職位，並避居到耶穌升天修道院，也許，希望以自己的重要性和主體性能引起人們的慰留。此後兩年，沙皇阿列克謝·米哈伊洛維奇和尼孔依舊疏遠和這個衝突懸而未解。莫斯科和全俄羅斯牧首空懸了近兩年，1660年2月在莫斯科召開主教會議了莫斯科，選出一個新的牧首。主教會議不僅選出新任命了一個莫斯科和全俄羅斯牧首，而且剝奪了尼孔他大主教的職級和他的教士地位。
偉大的宗教專家埃皮法尼·斯拉維內特斯基強力反對主教會議第二部分的決定的，最終取消了這部份的調查，信仰虔誠的沙皇，害怕犯下道德的罪過沒有強制頒布主教會議的教令。有六年之久，俄羅斯正教會沒有牧首。處置尼孔的問題年復一年變得更加撲朔迷離和複雜。幾乎每一個當代東正教學者在這個議題上都被諮詢，並沒有一致的見解。

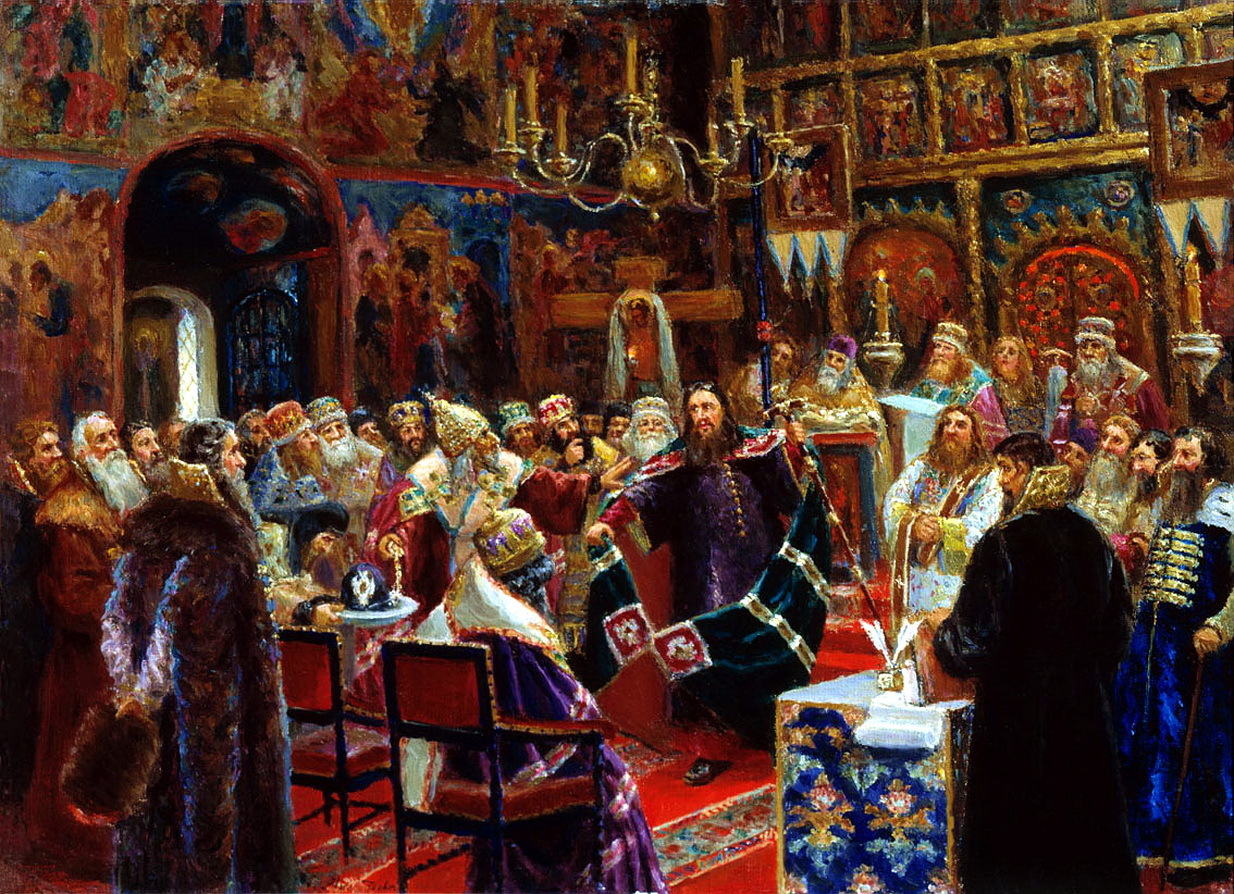
解除牧首尼孔教士地位，1885年 謝爾蓋米多拉諾維奇油畫

最後此事被提交到泛東正教的主教會議討論。在1666年12月，泛東正教的主教會議決議中的一項是宣判尼孔有罪，辱罵沙皇和整個莫斯科教會，以及1656年還違反教規以火刑處死科洛姆納的主教保羅 並且，並毆打和折磨他的屬下。判決雖認可尼孔的宗教改革,但剝奪了他大主教的職級和他的教士地位；從此，他被簡單地稱為隱修士尼孔。同一天，他被放入雪橇，並作為一個囚犯到遙遠的北部費拉蓬托夫修道院。
1671年，沙皇阿列克謝·米哈伊洛維奇恢復了與尼孔原先的親密。1681年新沙皇費奧多爾三世，聽說尼孔病危，讓他返回莫斯科，部分赦免，允許居住他以前在莫斯科的家，新耶路撒冷修道院，但在返回莫斯科的途中去世。